# Городские суши
«Городские суши» (англ. City Sushi) — эпизод 1506 (№ 215) сериала «Южный парк», премьера которого состоялась 1 июня 2011 года.

## Сюжет
Баттерс раздаёт флаеры нового японского ресторана открытого в Южном Парке, по просьбе его владельца. Туонг Лу Ким, (владелец китайского ресторана) узнав о том, что рядом с его рестораном открыли ещё один восточный ресторан, приходит в бешенство. Он идёт туда и, на глазах у Баттерса, устраивает драку с японцем-продавцом. Полицейские отвозят Баттерса домой и говорят его отцу, что он своим поведением спровоцировал китайско-японскую войну.
Родители Баттерса, предварительно его наказав, решают обратиться к психологу, чтобы узнать, что не так с их сыном и почему он оказывается в подобных ситуациях. Они обращаются за помощью в центр для психически больных детей-преступников. Доктор Янус, опросивший Баттерса, принимает его детские игровые перевоплощения за множественное расстройство личности и берётся ему помочь. Баттерс не понимает в чём дело. Позже оказывается, что доктор сам страдает этим недугом.
В одном из своих приступов (когда одна личность меняется на другую) Янус заставляет Баттерса ограбить хранилище драгоценностей, но когда Баттерс, по его приказу, прожигает дверь паяльной лампой, Янус становится собой и вызывает полицию, рассказав им и родителям Баттерса, что это из-за недуга их сына они оказались тут.
Баттерс решает больше не играть в перевоплощения, когда опять появляется доктор Янус и просит помочь. На этот раз над его разумом взяла верх личность некого Билли. Они отправляются в дом, где у Януса опять происходит смена личности и он гонится за Баттерсом. Баттерс, забежав в одну из комнат, видит, что она завешена газетами с новостью об открытии нового японского ресторана. Газеты и фотографии владельца-японца разрисованы надписями «умри». Янус, забежав в эту комнату, становится Туонг Лу Кимом и бежит в свой ресторан.
До этого он, делая вид, что хочет помириться с японцем из другого ресторана, начал всячески его подставлять. Теперь он построил большую башню между их ресторанами и попросил японца быть в назначенное им время (сам доктор ничего не подозревал о своей болезни).
Баттерс сообщает полиции о том, что доктору нужна помощь. Полиция приезжает к башне, на которой находятся Янус и японец. Японец, узнав о том, что Туонг Лу Ким белый, а не китаец, заканчивает жизнь самоубийством, спрыгнув с башни.
Баттерса поздравляют в полицейском участке и решают оставить Януса в покое, раз больше нет владельца японского ресторана.

## Проблемы, поднятые в серии
- Несмотря на то, что Япония и Китай расположены рядом друг с другом и являются основными торговыми партнерами друг друга, в их отношениях много взаимных претензий.
- В эпизоде идёт речь про Билли Миллигана.
- Самоубийства представляют значительную национальную проблему в Японии.

## Отзывы
IGN дал эпизоду неоднозначную оценку, заявив, что "пока что в этом сезоне наблюдается резкое падение качества, и печально, что даже Баттерс не может исправить ситуацию".

## Пародии
- Эпизод с записью ночных событий на камеру — отсылка к фильму «Паранормальное явление».
- Эпизод заканчивается так же, как и фильм «Психо».
- Билли на трёхколёсном велосипеде — отсылка к фильму «Пила: Игра на выживание».
- Смена личностей доктора Януса и Баттерса — отсылка к фильму «Убежище».
- Имя доктора намекает на римского бога Януса, обычно изображавшегося двуликим, и имевшего две разные личности - молодого человека и старца.